# Stanton J. Peale
Stanton Jerrold Peale (23 de gener de 1937 – 14 de maig de 2015) va ser un astrofísic, científic planetari i professor emèrit estatunidenc de la Universitat de Califòrnia a Santa Barbara. Els seus interessos d'investigació inclouen les propietats geofísiques i dinàmiques dels planetes i exoplanetes.

## Carrera
Stanton J. Peale va rebre un doctorat en astronomia de la Universitat Cornell el 1965, on va treballar amb Thomas Gold. Va ser professor ajudant d'astronomia a la UCLA abans de traslladar-se a la UCSB el 1968.

## Contribucions científiques
El 1969 Peale va publicar una generalització de les lleis de Cassini que expliquen la rotació de la Lluna i altres cossos subjectes a les marees.
El 1976 Peale va publicar un procediment enginyós per determinar la mida i l'estat del nucli de Mercuri.
El 1979 Peale i els col·laboradors van predir que el satèl·lit Io de Júpiter podria mostrar un vulcanisme generalitzat a conseqüència de l'acció de les marees. Aquesta predicció va ser confirmada per dades de la Missió Voyager 1 va demostrar que Io és el cos actiu més volcànic del sistema solar.
Va morir el 14 de maig de 2015 a Santa Bàrbara, Califòrnia.

## Honors
- Premi Newcomb Cleveland (1979)
- Medalla James Craig Watson per a contribucions a l'astronomia (1982)[1]
- Premi Brouwer (1992)
- Acadèmia Nacional de Ciències dels Estats Units (2009)[1]
- Premi Kuiper (2016)[2]